# 張英 (後漢)
張 英（ちょう えい、生没年不詳）は、中国後漢時代末期の武将。

## 正史の事跡
| 姓名         | 張英     |
| 時代         | 後漢時代 |
| 生没年       | 〔不詳〕 |
| 字・別号     | 〔不詳〕 |
| 出身地       | 〔不詳〕 |
| 職官         | 〔不詳〕 |
| 爵位・号等   | -        |
| 陣営・所属等 | 劉繇     |
| 家族・一族   | 〔不詳〕 |

劉繇配下。
張英は長江の当利口に駐屯し、同じく横江津に駐屯する同僚の樊能・于糜と連動して、勢力拡張を企む袁術に備えていた。袁術は、揚州刺史の恵衢・丹陽太守の呉景・丹陽都尉の孫賁らを派遣して劉繇を攻撃させたが、張英ら劉繇の武将たちの防御は厚く、数年経っても撃破出来なかった。
しかし興平元年（194年）、呉景らを孫策が救援すると、戦況は一変する。孫策は、呉景らが数年かかっても攻略できなかった張英らを瞬く間に撃破し、劉繇を丹徒へ追い落とした。これ以後、張英の名は史書に見当たらない。

## 物語中の張英
小説『三国志演義』でも劉繇の武将として登場する。牛渚の要塞の守備を志願し、進攻してくる孫策に当たるが、草莽の将だった蔣欽・周泰に陣中から火をかけられ、呆気なく敗走している。劉繇の下に戻ると処刑されそうになったが、同僚の笮融・薛礼の弁護で助命される。
その後、劉繇が孫策に大敗して劉表の下へ逃れると、張英は、薛礼・陳横と共に秣陵（後の呉の都、建業）に立て篭もる。しかし、攻め寄せてきた孫策の計略によって誘き出されてしまい、伏兵に遭って敗れ、孫策軍の陳武に討たれている。
横山光輝の漫画『三国志』でも登場し、やはり最後まで孫策と戦った末に、孫策との一騎討ちで斃れている。